# Consonne spirante bilabiale voisée
La consonne spirante bilabiale voisée est un son consonantique utilisé dans certaines langues parlées. Le symbole dans l'alphabet phonétique international est [β̞]. Il s'agit de la lettre grecque bêta (β) à laquelle est adjoint un diacritique taquet bas d'abaissement.

## Symbole
Le symbole de l’alphabet phonétique international (API) β sans diacritique, normalement utilisé pour la consonne fricative bilabiale voisée peut être utilisé lorsqu’il n’y a pas d’ambigüité.
Le symbole de la voyelle haute postérieure non arrondie avec un brève ɯ̆ avait été proposé en 1965.
Le symbole β̨, avec un ogonek indiquant l’ouverture, a aussi été utilisé avant la révision de l’alphabet phonétique international de 1989 utilisant depuis le taquet bas pour indiquer l’abaissement ou l’ouverture. Certains auteurs utilisent plutôt le symbole w, normalement utilisé pour la consonne spirante labio-vélaire voisée, d’autres auteurs utilisent l’oméga ω, ou l’oméga latin ꞷ.
Certains auteurs utilisent l’eszett, au lieu du bêta, avec le taquet bas [ß̞], mais ce symbole n’est pas un symbole API standard.

## Caractéristiques
Voici les caractéristiques de la consonne spirante bilabiale voisée :
- Son mode d'articulation est spirante, ce qui signifie qu’elle est produite en contractant modérément les organes phonateurs  au point d’articulation, causant à peine une turbulence.
- Son point d’articulation est bilabial, ce qui signifie qu'elle est articulée avec les deux lèvres.
- Sa phonation est voisée, ce qui signifie que les cordes vocales vibrent lors de l’articulation.
- C'est une consonne orale, ce qui signifie que l'air ne s’échappe que par la bouche.
- C'est une consonne centrale, ce qui signifie qu’elle est produite en laissant l'air passer au-dessus du milieu de la langue, plutôt que par les côtés.
- Son mécanisme de courant d'air est égressif pulmonaire, ce qui signifie qu'elle est articulée en poussant l'air par les poumons et à travers le chenal vocatoire, plutôt que par la glotte ou la bouche.

## En français
Le français ne possède pas le [β̞].

## Autres langues
En espagnol, on trouve le [β̞], ou un son intermédiaire entre [β̞] et [v], dans un allophone de /b/ entre deux voyelles, comme dans vivo [biβ̞o] '(je) vis'.
Le [β̞] est courant en corse et correspond à la prononciation d'un v ou d'un b placé devant e ou i à l'initiale d'un mot précédé par une syllabe atone ou bien d'un v placé devant e ou i à l'intérieur d'un mot.
On la trouve, notée par "v", dans la plupart des dialectes du breton, où elle représente la mutation douce de [m] ou [b] à l'initiale des mots : ur vamm (< mamm) = 'une mère'; e votoù (< botoù) = 'ses souliers'. En position intervocalique interne, cette articulation tend à s'amuïr (sauf en Léonard), ce qui confirme son statut de spirante plutôt que de fricative.
Le néerlandais parlé dans le sud des Pays-Bas et en Flandres possède le [β̞], comme dans wie [β̞i:]. Les personnes apprenant le néerlandais commettent souvent l'erreur de prononcer le graphème 'w' (en néerlandais) comme une consonne spirante labio-vélaire [w] , autrement comme un [β̞] vélarisé, ce qui contrevient à la prononciation standard du néerlandais continental (cela n'est pas toujours le cas, cfr. néerlandais surinamais )
La consonne spirante bilabiale voisée peut être palatalisée [β̞ʲ] :
- en ashéninka,
- en chiquitano[8]
- en same de Kildin.